# Kaysersberg
Kaysersberg is een plaats en voormalige gemeente in het Franse departement Haut-Rhin in de regio Grand Est met 2426 inwoners (2019) op een hoogte van 240 meter.

## Geschiedenis
De rijksstad Kaysersberg was lid van de Tienstedenbond van de Elzas.
Op 1 januari 2016 fuseerden Kaysersberg, Kientzheim en Sigolsheim tot de huidige gemeente Kaysersberg-Vignoble, waarvan Kaysersberg de hoofdplaats werd. Deze gemeente maakt deel uit van het arrondissement Colmar-Ribeauvillé.

## Geografie
De oppervlakte van Kaysersberg bedraagt 24,8 km², de bevolkingsdichtheid is 109,9 inwoners per km².
De plaats ligt in de vallei van de Weiss.
De onderstaande kaart toont de ligging van Kaysersberg met de belangrijkste infrastructuur en aangrenzende gemeenten.

## Demografie
Onderstaande figuur toont het verloop van het inwonertal (bron: INSEE-tellingen).

## Bezienswaardigheden
De bouw van de kerk Sainte-Croix begon in 1230 en duurde tot in de 15e eeuw. Opvallende kunstwerken in het interieur zijn het gebeeldhouwde retabel uit 1518 van de hand van Hans Bongart en het monumentale triomfkruis van de gekruisigde Christus uit de 15e eeuw.  Op het plein voor de kerk staat een fontein met een beeld van keizer Constantijn met het ware Kruis. Ook dit stenen beeld uit 1521 is van Hans Bongart. In het centrum van Kaysersberg staan veel vakwerkhuizen. In het hoge gedeelte van het stadje staat het geboortehuis van Albert Schweitzer, dat ingericht is als museum.

## Galerij

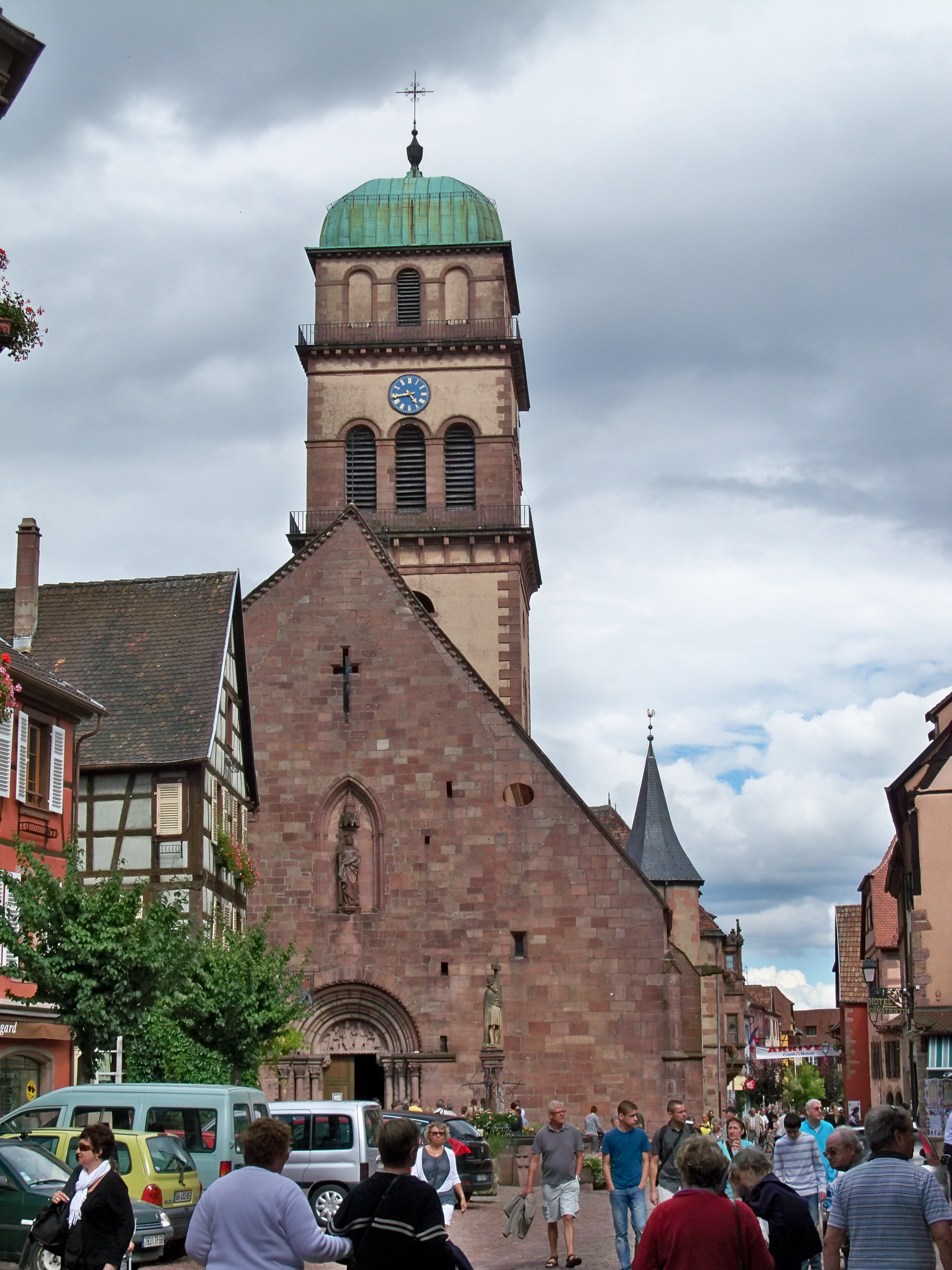
Kerk Sainte-Croix
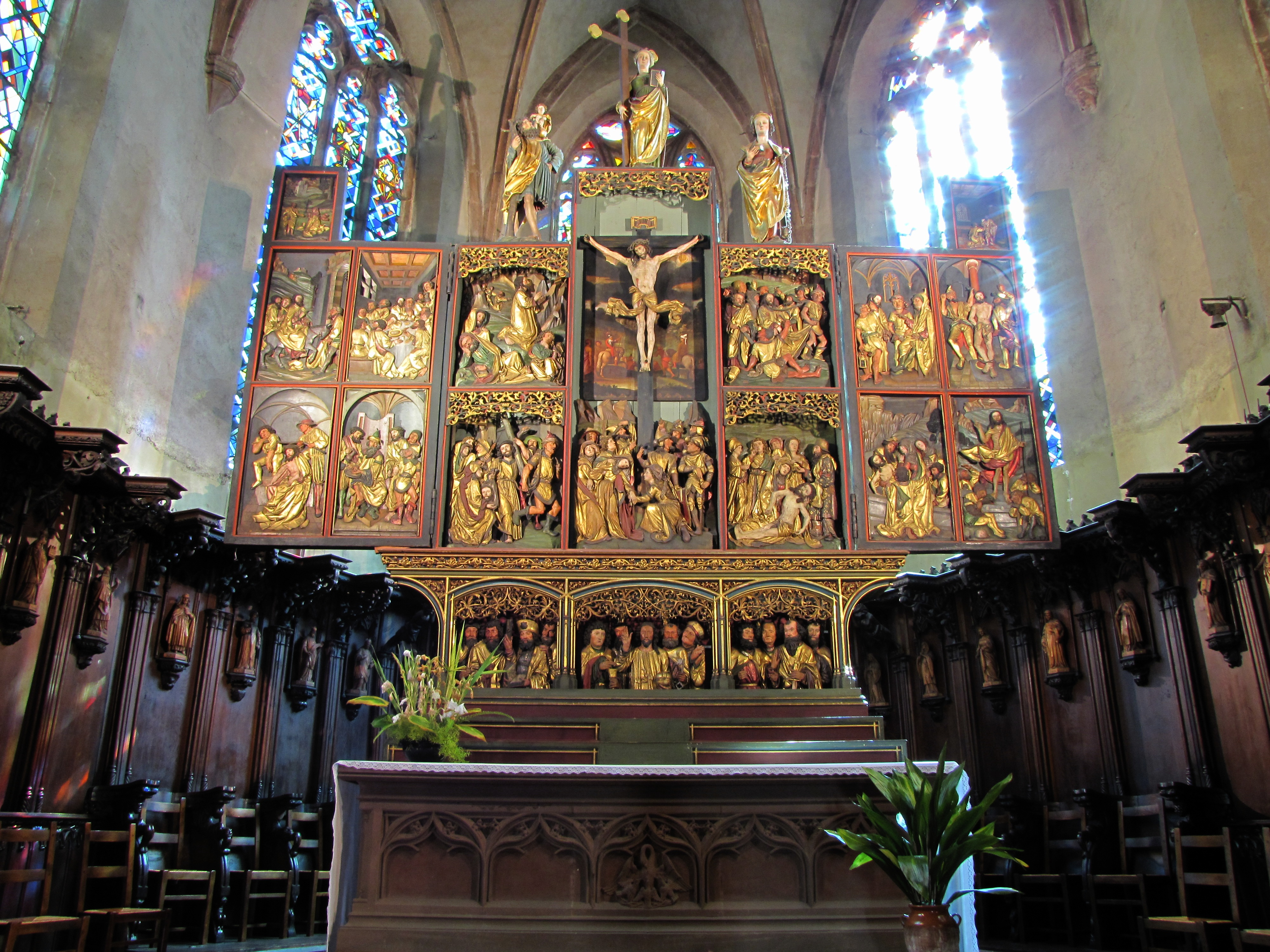
Passieretabel in de kerk
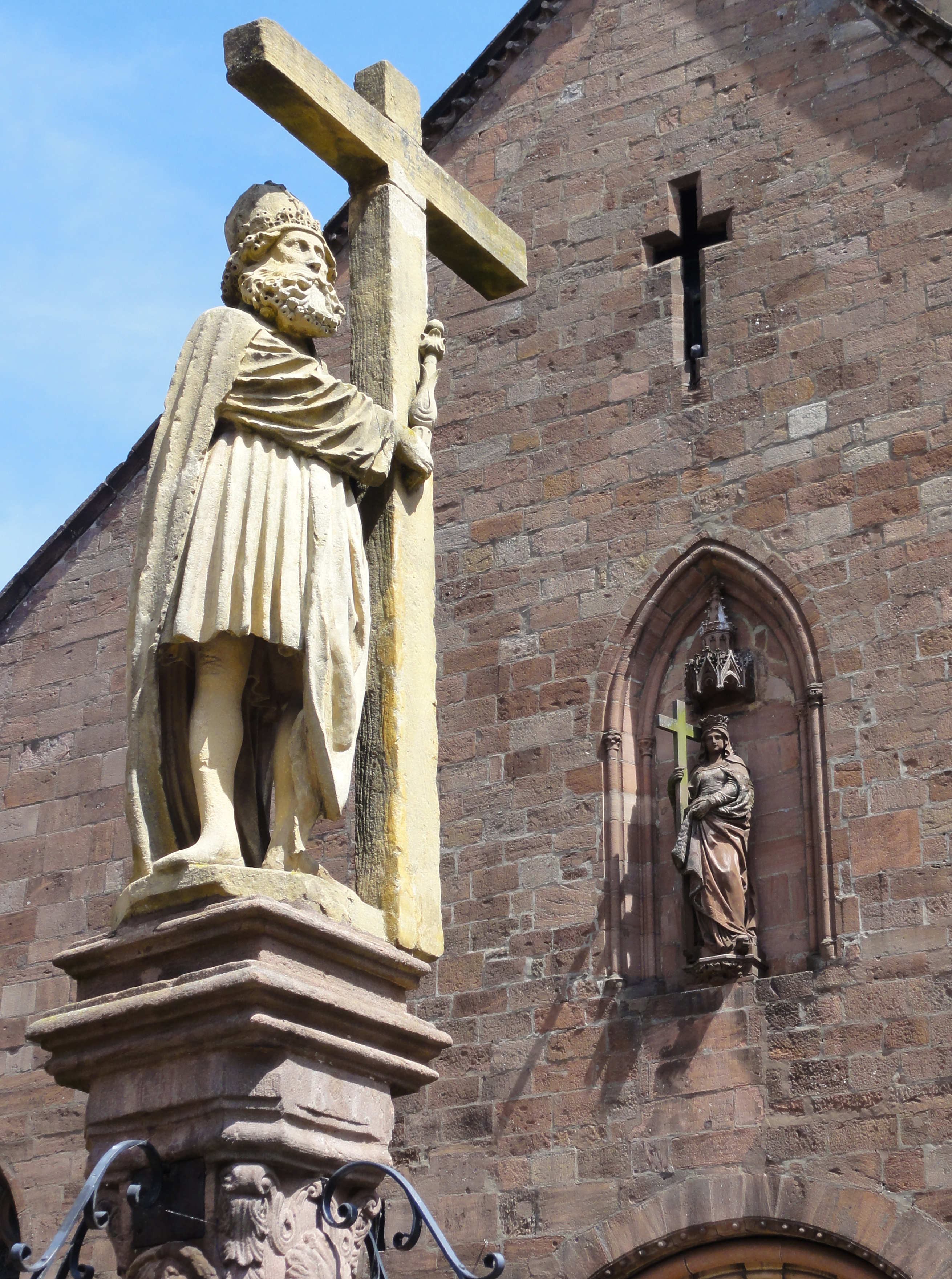
Fontein voor de kerk
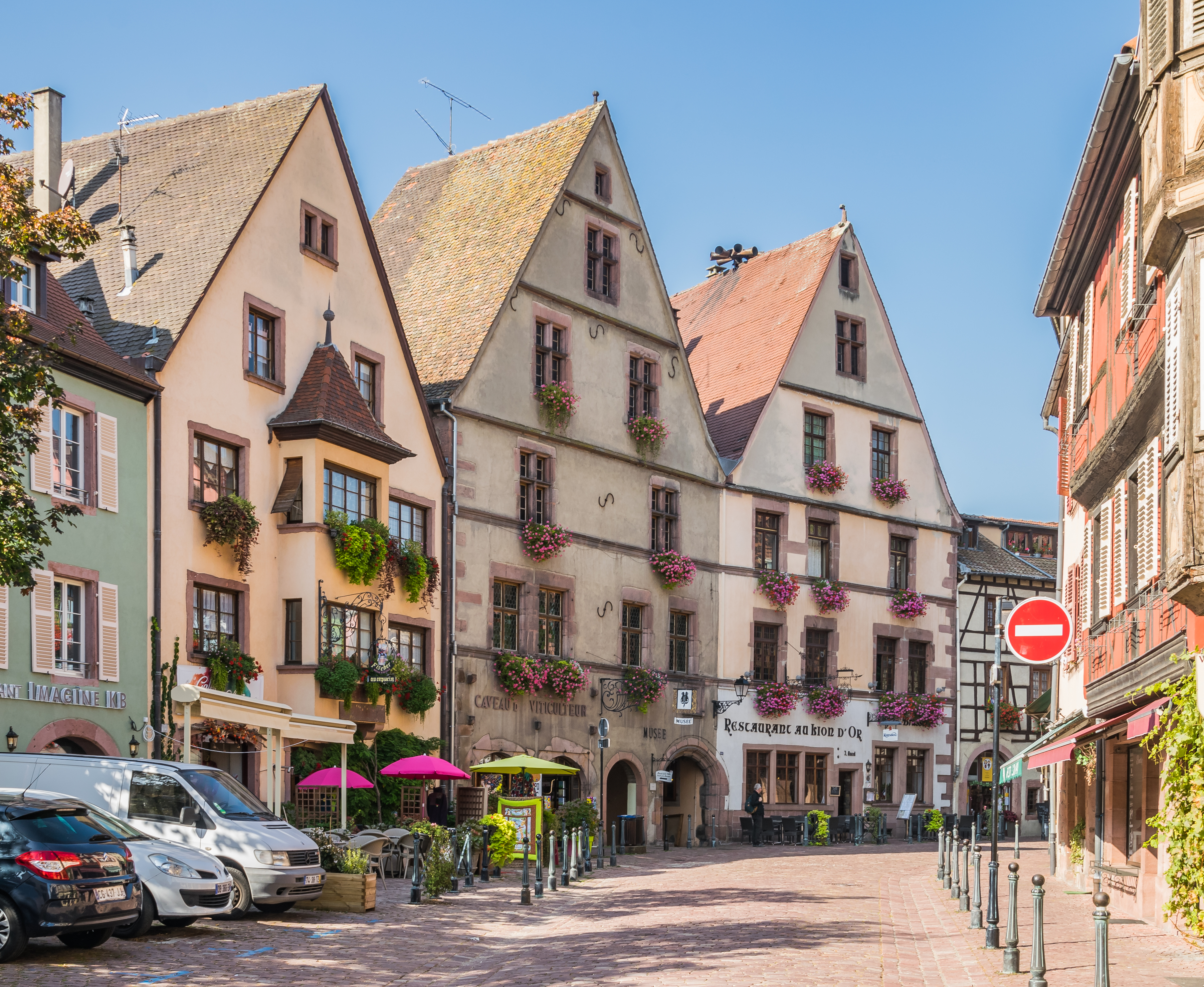
Huizen in de hoofdstraat, de rue du General-de-Gaulle
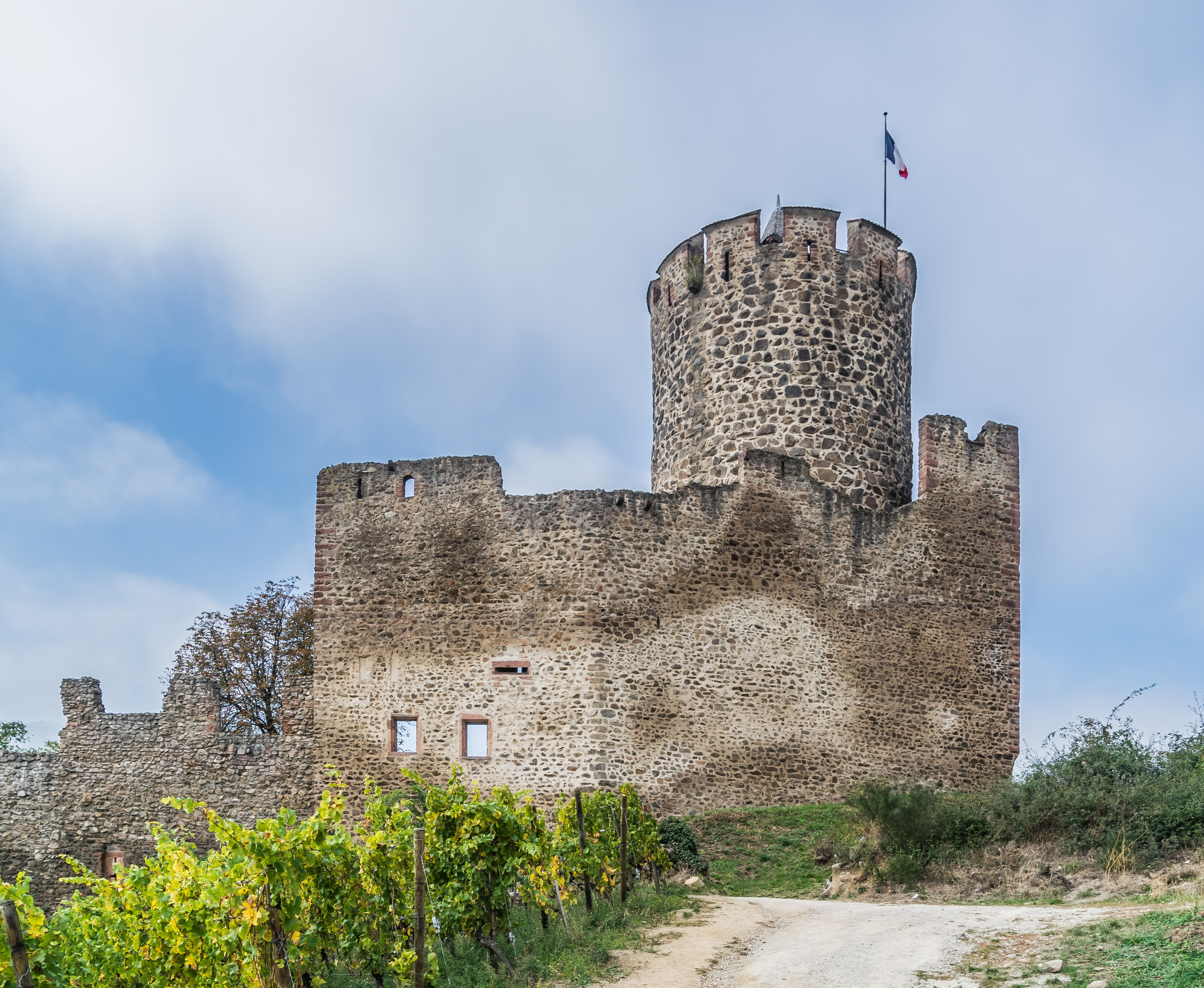
Kasteel van Kaysersberg
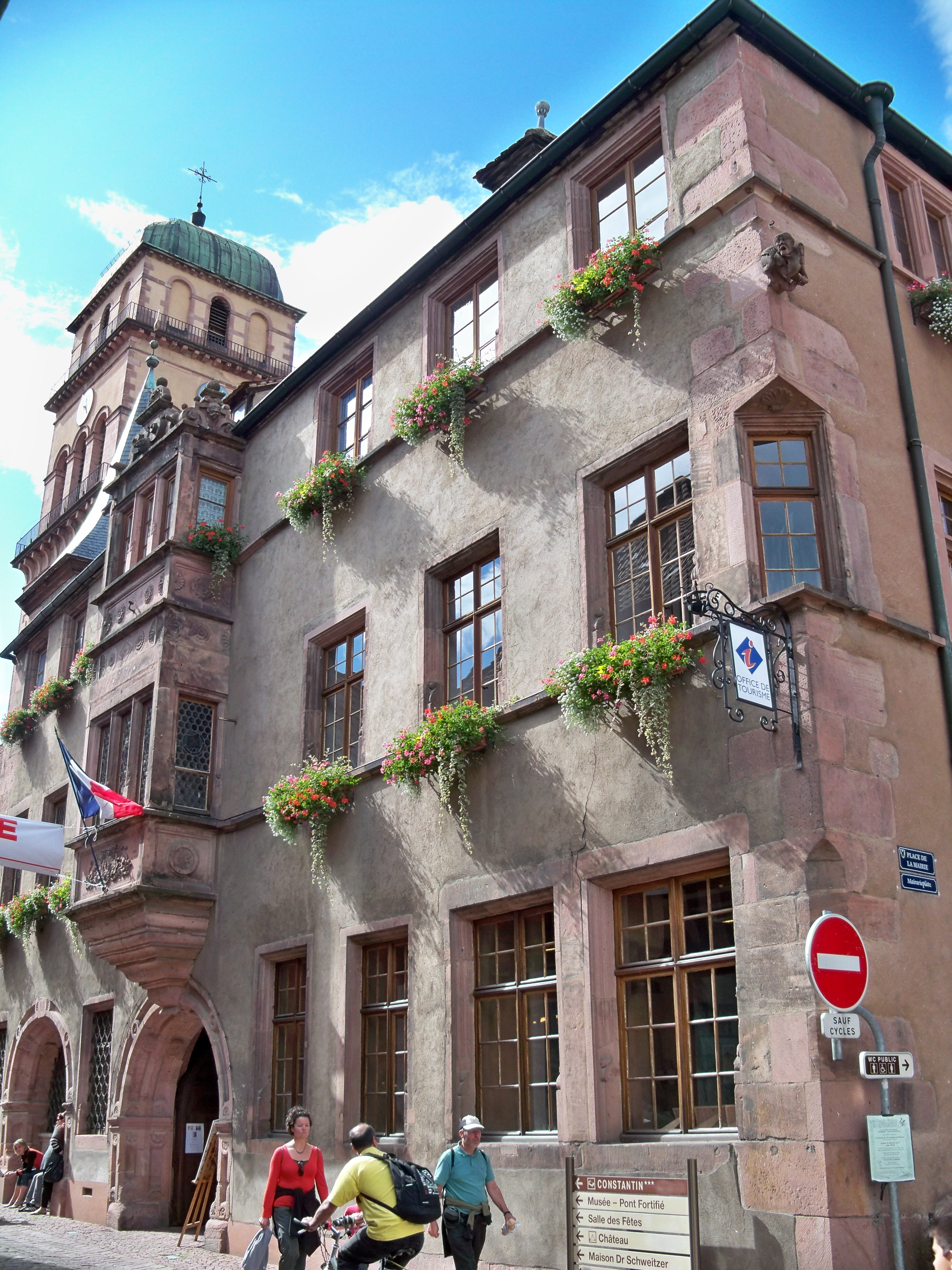
Stadhuis
Wijngaarden

## Geboren
- Albert Schweitzer (1875-1965), Duits arts, theoloog, musicus, filosoof en Nobelprijswinnaar (1952)

## Overleden
- Anthony Bourdain (1956-2018), Amerikaanse kok, televisiepersoonlijkheid en auteur.